# Rosanna Rory
Rosanna Rory (née le 7 septembre 1927 à Rome et morte le 1er avril 2020 à Ciampino) est une actrice italienne de cinéma, active dans les années 1950 et au tout début des années 1960.

## Biographie
Rosanna Rory commence à travailler comme mannequin à l'âge de dix-sept ans, posant principalement pour le styliste Vincenzo Ferdinandi et pour des romans-photo dans les hebdomadaires Sogno (it), Luna Park et Cine Illustrato. 
En 1951, elle fait ses débuts au cinéma dans Licenza Premio de Max Neufeld. Insatisfaite d'une série de seconds rôles, elle se rend à Londres pour suivre des cours de théâtre à la Royal Academy of Dramatic Art, avec l'espoir d'une carrière à Hollywood.
Par manque de chance dans les films américains, elle retourne en Italie, où elle apparait dans El Alamein d'Enzo Monteleone (1957) et Le Pigeon de Mario Monicelli  (1958). Le dernier film qu'elle a tourné avant de se retirer du cinéma était L'Éclipse de Michelangelo Antonioni (1962).

## Filmographie
- 1951 : Core 'ngrato de Guido Brignone
- 1951 : Licenza premio de Max Neufeld : Paola
- 1952 : Europe 51 (Europa '51) de Roberto Rossellini
- 1953 : Pardonne-moi (Perdition!) de Mario Costa
- 1954 : Piccola santa de Roberto Bianchi Montero
- 1954 : L'Eterna femmina de Marc Allégret
- 1954 : En amour on pèche à deux (In amore si pecca in due) de Vittorio Cottafavi : Elvira
- 1956 : The River Changes de Owen Crump : Mayram
- 1957 : Trafic à La Havane (The Big Boodle) de Richard Wilson : Fina Ferrer
- 1957 : Hell Canyon Outlaws (en), de Paul Landres : Maria
- 1958 : El Alamein de Guido Malatesta
- 1958 : Le Pigeon (I Soliti ignoti) de Mario Monicelli : Norma
- 1958 : L'Épée et la Croix (La Spada e la croce) de Carlo Ludovico Bragaglia : Claudia
- 1958 : Capitaine Fuoco (Capitan Fuoco) de Carlo Campogalliani : Elena di Roccalta
- 1960 : L'Ange pourpre (The Angel Wore Red) de Nunnally Johnson : Mercedes
- 1961 : Robin des Bois et les Pirates (Robin Hood e i pirati) de Giorgio Simonelli, avec Lex Barker : Lizbeth Brooks
- 1961 : Le Rendez-vous de septembre (Come September) de Robert Mulligan : Anna
- 1962 : La Sage-femme, le Curé et le Bon Dieu (Jessica) d'Oreste Palella (it) et Jean Negulesco : Rosa Masudino
- 1962 : L'Éclipse (L'eclisse) de Michelangelo Antonioni : Anita